# 天上博規
天上 博規（てんじょう ひろき、1981年8月17日 - ）は日本の音楽家。
バンドLEGONIC TRAPのリーダーでベースを担当。ほぼ全曲のソングライター。
LEGONIC TRAPは主に台湾で人気を獲得し、現地の若者たちが選ぶ「好きな日本バンド」にも選出。また、台湾でのライブには40,000人が集まるなど、日本では無名のインディーズバンドながらアジア圏では異例の人気を得た。

## 人物
金光大阪高等学校卒業。血液型はO型。3歳の頃からピアノを始める。
小学3年でサッカークラブチームに入団。サッカー少年となる。中学時代には神戸市選抜としても活躍し、地元では有名な選手として名前が広がっていた。
中学2年の時に親友がギターを始めたのを機に、一緒にギターを買い密かに練習を行う。
大阪のサッカー名門高校の金光大阪高校に入学し、そこでLEGONIC TRAPのメンバーと出会う。高校2年生の文化祭でサッカー部の先輩の誘いでバンドを組み、ギターとしてステージに立つ。そのバンドでキーボードを担当していたのがLEGONIC TRAPのドラム・萩原新司であった。高校3年生の文化祭で現在のLEGONIC TRAPのメンバーを集めバンド・NEVER MINDと名付け結成してステージに立った。高校の同級生にフジファブリックの山内総一郎がいる。

## 経歴
- 2001年1月 - 金光大阪高校の同級生であった里見淳・萩原新司・増田昇平とLEGONIC TRAPを結成。
- 2002年12月 - 自主開催イベント後にレコード会社と契約。
- 2003年
  - 5月 - デビューアルバム（タワーレコード総合チャート3位）を発売する。
  - 8月 - 全国ツアー（12カ所）を展開する。
- 2004年
  - 7月 - 1年ぶりのセカンドアルバム（タワーレコード総合チャート9位）を発売する。
  - 10月 - 初のワンマンライブをバナナホールにて行う（チケット/ソールドアウト）
- 2005年7月 - 台湾へ進出する。
- 2006年
  - 3月 - 台湾にて4万人の観衆を集めたライブ（LEGONIC TRAP Live tour 2006 in TAIWAN Final）を行う。
  - 10月 - 台湾の野外音楽フェスティバルWild Scream 2006のメインアクトとしてトリで出演。台湾では最も人気あるインディーズバンドとして若者からの支持を不動のものとする。
- 2009年1月 - 解散

## レギュラーラジオ番組
- LEGONIC TRAP All Night Communication DX（終了）